# Renesansa 12. stoletja
Renesansa 12. stoletja (včasih imenovana tudi protorenesansa) je bila na začetku visokega srednjega veka obdobje številnih sprememb. Vključevala je družbeno, politično in gospodarsko preobrazbo ter intelektualno oživitev zahodne Evrope z močnimi filozofskimi in znanstvenimi koreninami. Te spremembe so utrle pot kasnejšim dosežkom, kot sta literarno in umetniško gibanje italijanske renesanse v 15. stoletju in znanstveni razvoj 17. stoletja.

## Srednjeveška renesansa
Temelje za ponovno rojstvo učenja je postavil proces politične konsolidacije in centralizacije evropskih monarhij. Ta proces centralizacije se je začel s Karlom Velikim (768–814), kraljem Frankov in kasneje (800–814), svetim rimskim cesarjem. Nagnjenost Karla Velikega k izobraževanju, ki je privedla do nastanka številnih novih cerkva in šol, kjer so se morali učenci učiti latinščine in grščine, se imenuje karolinška renesansa.
Drugi preporod se je zgodil v času vladavine |Otona I. Velikega (936–973) vzhodnofrankovskega kralja in od leta 962 dalje cesarja Svetega rimskega cesarstva. Oton je uspel združiti svoje kraljestvo in uveljaviti svojo pravico do imenovanja škofov in nadškofov po vsem svojem kraljestvu. Otonov prevzem te cerkvene moči ga je pripeljal v tesen stik z najbolj izobraženim in sposobnim slojem moških v svojem kraljestvu. Zaradi tega tesnega stika so bile v kraljestvu in Svetem rimskem cesarstvu uvedene številne nove reforme. Tako se je Otonovo vladanje imenovalo otonska renesansa.
Zato je bila renesansa 12. stoletja opredeljena kot tretja in zadnja med srednjeveškimi renesansami. Toda renesansa 12. stoletja je bila veliko temeljitejša od prej naštetih  renesans. Dejansko je bila karolinška renesansa Karla Velikega res bolj specifična za samega Karla Velikega in je bila res bolj »furnir v spreminjajoči se družbi« kot prava renesansa, ki je izvirala iz družbe, enako bi lahko rekli tudi za otonsko renesanso.

## Zgodovinopisje
Charles H. Haskins je bil prvi zgodovinar, ki je veliko pisal o renesansi, ki je začela  visoki srednji vek, in se je začel okoli leta 1070. Leta 1927 je zapisal, da:
 [12. stoletje v Evropi] je bilo v mnogih pogledih doba svežega in živahnega življenja. Doba križarskih vojn, vzpona mest in prvih birokratskih držav zahoda je doživela vrhunec romanske umetnosti in začetke gotike; nastanek ljudske književnosti; oživitev latinske klasike ter latinske poezije in rimskega prava; okrevanje grške znanosti z njenimi arabskimi dodatki in večine grške filozofije; in izvor prvih evropskih univerz. 12. stoletje je pustilo svoj podpis na visokem šolstvu, na sholastični filozofiji, na evropskih pravnih sistemih, na arhitekturi in kiparstvu, na liturgični drami, na latinski in ljudski poeziji ... 
Britanski umetnostni zgodovinar Kenneth Clark je zapisal, da se je prva »velika doba civilizacije« v zahodni Evropi začela okoli leta 1000. Od leta 1100 je zapisal, da so bile monumentalne opatije in stolnice zgrajene in okrašene s kipi, tapiserijami, mozaiki in deli enega največjih umetniških obdobij in daje izrazit kontrast monotonim in utesnjenim razmeram običajnega življenja v tem obdobju. Opat Suger iz opatije St. Denis velja za vplivnega zgodnjega zavetnika [[gotska arhitektura|gotske arhitekture]g in je verjel, da ljubezen do lepote ljudi približuje Bogu: »Dolgočasen um se dviga k resnici skozi tisto, kar je materialno«. Clark temu pravi »intelektualno ozadje vseh vzvišenih umetniških del naslednjega stoletja in je dejansko ostalo osnova našega prepričanja o vrednosti umetnosti vse do danes«. 

## Prevajalsko gibanje
Prevajanje besedil iz drugih kultur, zlasti starogrških del, je bil pomemben vidik tako renesanse 12. stoletja kot zadnje renesanse (15. stoletja), vendar je treba reči, da je pomembna razlika v tem, da so latinski učenjaki iz prejšnjega obdobja skoraj v celoti osredotočeno na prevajanje in preučevanje grških in arabskih del naravoslovja, filozofije in matematike, poznejša renesančna pozornost pa na literarna in zgodovinska besedila je netočna, saj so bili nekateri najpomembnejši grški prevodi iz 15. stoletja tisti, ki jih je napisal Mauricio Ficino, vključno z več deli Platona in neoplatonistov ter zelo pomembnim prevodom Corpus Hermeticum. To so bila dela pitagorejske in platonske duhovnosti in filozofije, ki so bila za poznejšo filozofsko in versko razpravo veliko pomembnejša od prevodov iz 12. stoletja.

## Trgovina
Doba križarskih vojn je prve velike skupine Evropejcev po mnogih stoletjih prvič pripeljala v stik s tehnologijo in razkošjem Bizanca. Križarji, ki so se vračali v Evropo, so s seboj prinesli številne drobne predmete in spominke, kar je spodbudilo nov apetit po trgovini. Naraščajoče italijanske pomorske sile, kot sta Genova in Benetke, so začele monopolizirati trgovino med Evropo, muslimani in Bizancem po Sredozemlju, saj so razvile napredne komercialne in finančne tehnike. Medtem ko so mesta, kot so Firence, postala glavna središča te finančne industrije.
V severni Evropi je bila v 12. stoletju ustanovljena Hanzeatska liga, z ustanovitvijo mesta Lübeck v letih 1158–1159. Številna severna mesta Svetega rimskega cesarstva so postala hanzeatska mesta, med njimi Hamburg, Stettin, Bremen in Rostock. Hanzeatska mesta zunaj Svetega rimskega cesarstva so bila na primer Brugge, London in poljsko mesto Danzig (sodobni Gdansk). V Bergnu in Novgorodu je imela liga tovarne in posrednike. V tem obdobju so Nemci začeli kolonizirati Vzhodno Evropo onkraj cesarstva, v Prusijo in Šlezijo.
Sredi 13. stoletja je Pax Mongolica ponovno okrepila kopenske trgovske poti med Kitajsko in Zahodno Azijo, ki so v 9. in 10. stoletju zaspale. Po vdoru Mongolov v Evropo leta 1241 so papež in nekateri evropski vladarji na mongolski dvor poslali duhovnike kot odposlance in/ali misijonarje; to so bili William  Rubruck, Giovanni da Pian del Carpini, Andrew Longjumeau, Odoric iz Pordenona, Giovanni de Marignolli, Giovanni di Monte Corvino in drugi popotniki, kot je Niccolò da Conti. Medtem ko so poročila Carpinija in drugih napisana v latinščini kot pisma njihovim sponzorjem, je bil zapis kasnejšega italijanskega popotnika Marca Pola, ki je sledil očetu in stricu vse do Kitajske, najprej v francoščini 1300, kasneje pa v drugih priljubljenih jezikov, zaradi česar je relativno dostopen večjim skupinam Evropejcev.

## Znanost
Po razpadu Zahodnega rimskega cesarstva je zahodna Evropa z velikimi težavami vstopila v srednji vek. Poleg depopulacije in drugih dejavnikov je večina klasičnih znanstvenih razprav klasične antike, napisanih v grščini ali latinščini, postala nedostopna ali popolnoma izgubljena. Filozofski in znanstveni nauk zgodnjega srednjega veka je temeljil na nekaj latinskih prevodih in komentarjih starogrških znanstvenih in filozofskih besedil, ki so ostala na latinskem zahodu, katerih študij je ostal na minimalni ravni. Le krščanska cerkev je ohranila kopije teh pisnih del, ki so jih občasno zamenjali in razdelili drugim cerkvam.
Ta scenarij se je med renesanso 12. stoletja spremenil. Že nekaj stoletij so papeži pošiljali duhovnike k različnim evropskim kraljem. Kralji Evrope so bili običajno nepismeni. Pismeni duhovniki so bili strokovnjaki za kakšen predmet ali drugo temo, na primer glasbo, medicino ali zgodovino itd., ki so sicer znani kot rimski cohors amicorum, koren italijanske besede corte - dvor. Ti duhovniki so tako postali del kraljevega spremstva ali dvora, ki so kralja in njegove otroke izobraževali, plačani od papeža, hkrati pa olajšali širjenje znanja v srednji vek. Cerkev je ohranila klasične spise v zvitkih in knjigah v številnih skriptorijih po Evropi, s čimer je ohranila klasično znanje in evropskim kraljem omogočila dostop do teh pomembnih informacij. V zameno so kralje spodbujali k izgradnji samostanov, ki so delovali kot sirotišnice, bolnišnice in šole, v korist družbam in sčasoma omilili prehod iz srednjega veka.
Povečan stik z islamskim svetom v Iberiji in južni Italiji, kjer prevladujejo muslimani, križarske vojne, Rekonkvista ter povečan stik z Bizancem so zahodnim Evropejcem omogočili iskanje in prevajanje del helenskih in islamskih filozofov in znanstvenikov, zlasti del Aristotela. Evklida je bilo narejenih več prevodov, vendar do sredine 13. stoletja ni bil napisan obsežen komentar.
Razvoj srednjeveških univerz jim je omogočil materialno pomoč pri prevajanju in širjenju teh besedil ter začel z novo infrastrukturo, ki je bila potrebna za znanstvene skupnosti. Pravzaprav je evropska univerza veliko teh besedil postavila v središče svojega učnega načrta , zaradi česar je »srednjeveška univerza dala veliko večji poudarek znanosti kot njen sodobni kolega in potomec.«
V začetku 13. stoletja so bili razumno natančni latinski prevodi nekaterih starogrških znanstvenih del, čeprav ne Mechanika, natančen prevod Evklida ali znanstvenega napredka neoplatonistov. Toda tista besedila, ki so bila na voljo, so preučevali in obdelali, kar je privedlo do novih spoznanj o naravi vesolja. Vpliv tega oživljanja je očiten v znanstvenem delu Roberta Grossetesta in neoplatonizmu Bernardusa Silvestrisa (? 1085-? 1178).

## Tehnologija
V visokem srednjem veku so se v Evropi povečale inovacije v proizvodnih sredstvih, kar je privedlo do gospodarske rasti.
Alfred Crosby je nekaj te tehnološke revolucije opisal v The Measure of Reality: Quantification in Western Europe, 1250-1600, drugi veliki zgodovinarji tehnologije pa so to pisali o tem.
- Najstarejši pisni zapis o mlinu na veter je iz angleškega Yorkshira iz leta 1185.
- Proizvodnja papirja se je začela v Španiji okoli leta 1100, od tam pa se je v 12. stoletju razširila v Francijo in Italijo.
- Navigacija s pomočjo magnetnega kompasa, potrjena v Evropi konec 12. stoletja.
- Astrolab se je v Evropo vrnil prek islamske Španije.
- Najstarejšo znano upodobitev krmila na krmi najdemo na cerkveni rezbariji okoli leta 1180.

## Latinska literatura
V začetku 12. stoletja je prišlo do oživitve študija latinske klasike, proze in poezije pred tem, neodvisno od oživitve grške filozofije v latinskem prevodu. Stolnične šole v Chartresu, Orleansu in Canterburyju so bile središča latinske literature, v kateri so delali ugledni učenjaki. Janez iz Salisburyja, tajnik v Canterburyju, je postal škof v Chartresu. Cicera je zelo cenil v filozofiji, jeziku in humanistiki. Latinski humanisti so imeli in prebrali skoraj vse latinske avtorje, ki jih imamo danes – Ovida, Vergilija, Terencija, Horacija, Seneko, Cicera. Izjeme so bile le redke – Tacit, Tit Livij, Lukrecij. V poeziji je bil Vergilij vsesplošno občudovan, sledil mu je Ovid.
Tako kot prejšnja karolinška renesansa tudi latinska iz 12. stoletja ni bila trajna. Medtem ko je obstajalo versko nasprotovanje poganski rimski književnosti, Haskins trdi, da »ni bila religija, ampak logika«, zlasti »nova Aristotelova nova logika do sredine [12. stoletja], ki je na dialektiko vrgla veliko težo ...« na račun pisem, literature, govorništva in poezije latinskih avtorjev. Nastajajoče univerze bi postale aristotelovska središča, ki so izpodrinila latinsko humanistično dediščino, dokler s Petrarko v 14. stoletju ni dokončno oživela.

## Rimsko pravo
Študija Digest (latinščina Digesta seu Pandectae, prilagojeno iz starogrščine πανδέκτης pandéktēs, 'vse vsebuje'), je bila prvi korak k oživitvi rimske pravne sodne prakse in uveljavitvi rimskega prava kot osnove civilnega prava v celinski Evropi. Bolognska univerza je bila v tem obdobju evropsko središče pravne raziskovalce.

## Sholastika
Nova metoda učenja, imenovana sholastika, se je razvila v poznem 12. stoletju zaradi ponovnega odkritja del Aristotela; dela srednjeveških muslimanov in Judov, na katere je vplival, zlasti Maimonida, Avicenna in Averroesa. Veliki učenjaki 13. stoletja so bili Albertus Magnus, Sveti Bonaventura in Tomaž Akvinski. Tisti, ki so prakticirali sholastično metodo, so s sekularnim študijem in logiko branili rimskokatoliške nauke. Druga pomembna sholastika sta bila Roscelin iz Compiegneja in Peter Lombard. Eno glavnih vprašanj v tem času je bil problem univerzalnosti. Med pomembnejšimi nesholastiki tistega časa so bili Sveti Anzelm iz Canterburyja, Peter Damiani, Bernard iz Clairvauxa in viktorinci.

## Umetnost
Renesansa v 12. stoletju je obudila zanimanje za poezijo. Sodobni pesniki, ki so večinoma pisali v svojem maternem jeziku, so ustvarili bistveno več del kot v karolinški renesansi. Tematika se je močno spreminjala v epskih, lirskih in dramskih zadevah. Nič več niso bili omejeni na klasične oblike in so se začeli razhajati v novejše sheme. Poleg tega se je delitev med versko in posvetno poezijo zmanjšala. Golijardi so bili še posebej znani po profanih parodijah na verska besedila.
Te razširitve pesniške oblike so prispevale k vzponu vernakularne literature, ki je imela raje novejše ritme in strukture.